# Judsonia, Arkansas
Judsonia là một thành phố thuộc quận White, tiểu bang Arkansas, Hoa Kỳ. Năm 2010, dân số của thành phố này là 2019 người.

## Dân số
- Dân số năm 2000: 1982 người.
- Dân số năm 2010: 2019 người.